# 500 Milhas de Indianápolis de 1975
Resultados das 500 Milhas de Indianápolis de 1975, no circuito de Indianapolis no domingo, 25 de Maio de 1975.
| Pos final | Pos inicial | N.º | Nome                  | Qual    | Rank | Voltas | Led | Posição        |
| --------- | ----------- | --- | --------------------- | ------- | ---- | ------ | --- | -------------- |
| 1         | 3           | 48  | Bobby Unser           | 191.073 | 3    | 174    | 11  | Corrida        |
| 2         | 7           | 2   | Johnny Rutherford     | 185.998 | 9    | 174    | 5   | Corrida        |
| 3         | 1           | 14  | A.J. Foyt             | 193.976 | 1    | 174    | 53  | Corrida        |
| 4         | 18          | 11  | Pancho Carter         | 183.449 | 22   | 169    | 0   |                |
| 5         | 22          | 15  | Roger McCluskey       | 183.964 | 17   | 167    | 0   |                |
| 6         | 8           | 6   | Bill Vukovich II      | 185.845 | 10   | 166    | 0   |                |
| 7         | 15          | 83  | Bill Puterbaugh       | 183.833 | 18   | 165    | 0   |                |
| 8         | 24          | 97  | George Snider         | 182.918 | 23   | 165    | 0   |                |
| 9         | 21          | 40  | Wally Dallenbach, Sr. | 190.648 | 4    | 162    | 96  | Piston         |
| 10        | 23          | 33  | Bob Harkey            | 183.786 | 19   | 162    | 0   |                |
| 11        | 29          | 98  | Steve Krisiloff       | 182.408 | 28   | 162    | 0   |                |
| 12        | 26          | 19  | Sheldon Kinser        | 182.389 | 29   | 161    | 0   |                |
| 13        | 20          | 30  | Jerry Karl            | 182.537 | 27   | 161    | 0   |                |
| 14        | 10          | 78  | Jimmy Caruthers       | 185.615 | 12   | 161    | 0   |                |
| 15        | 19          | 45  | Gary Bettenhausen     | 182.611 | 26   | 158    | 0   | Choque FS      |
| 16        | 11          | 4   | Al Unser              | 185.452 | 13   | 157    | 0   | Vara           |
| 17        | 25          | 36  | Sammy Sessions        | 182.751 | 25   | 155    | 0   | Motor          |
| 18        | 33          | 17  | Tom Bigelow           | 181.864 | 32   | 151    | 0   | Magneto        |
| 19        | 12          | 93  | Johnny Parsons        | 184.521 | 14   | 140    | 0   | Transmissão    |
| 20        | 14          | 73  | Jerry Grant           | 184.266 | 16   | 137    | 0   | Pistão         |
| 21        | 30          | 44  | Dick Simon            | 181.891 | 31   | 133    | 0   |                |
| 22        | 4           | 68  | Tom Sneva             | 190.094 | 5    | 125    | 0   | Choque T2      |
| 23        | 17          | 24  | Bentley Warren        | 183.589 | 21   | 120    | 0   |                |
| 24        | 32          | 58  | Eldon Rasmussen       | 181.910 | 30   | 119    | 0   | Válvulas       |
| 25        | 13          | 16  | Bobby Allison         | 184.398 | 15   | 112    | 1   | Caixa de Velo. |
| 26        | 5           | 12  | Mike Mosley           | 187.833 | 6    | 94     | 0   | Motor          |
| 27        | 16          | 89  | John Martin           | 183.655 | 20   | 61     | 0   | Radiador       |
| 28        | 27          | 21  | Mario Andretti        | 186.480 | 8    | 49     | 0   | Choque BS      |
| 29        | 31          | 94  | Mike Hiss             | 181.754 | 33   | 39     | 0   | Choque T3      |
| 30        | 28          | 63  | Larry McCoy           | 182.760 | 24   | 24     | 0   | Pistão         |
| 31        | 2           | 20  | Gordon Johncock       | 191.653 | 2    | 11     | 8   | Ignição        |
| 32        | 6           | 7   | Lloyd Ruby            | 186.984 | 7    | 7      | 0   | Pistão         |
| 33        | 9           | 77  | Salt Walther          | 185.701 | 11   | 2      | 0   | Ignição        |